# Hilary Shor
Pour les articles homonymes, voir Shor (homonymie).
Hilary Shor est une productrice américaine.

## Biographie
Hilary Shor a commencé sa carrière dans l'industrie musicale.
Elle rejoint ensuite l'industrie cinématographique et devient collaboratrice régulière de la société Hit & Run Productions. C'est pour le compte de cette société qu'elle développe le film Les Fils de l'homme, basé sur le roman éponyme de P. D. James, prenant une option dessus dès sa sortie en 1994. 
Elle devient ensuite collaboratrice régulière du réalisateur Lee Daniels.

## Filmographie
- 1998 : Beautopia de Katharina Otto-Bernstein, productrice déléguée
- 1999 : Voyeur (Eye of the Beholder) de Stephan Elliott, productrice déléguée
- 2006 : Les Fils de l'homme (Children of Men) d'Alfonso Cuarón
- 2007 : The Possibility of Hope d'Alfonso Cuarón, productrice déléguée
- 2012 : Paperboy (The Paperboy) de Lee Daniels
- 2013 : Le Majordome (The Butler) de Lee Daniels, productrice déléguée
- 2013 : Soulmates de Blake Leibel, court métrage
- 2017 : Jekyll Island (The Crash) d'Aram Rappaport
- 2017 : Usurpation (Inconceivable) de Jonathan Baker
- 2018 : Bayou Caviar de Cuba Gooding Jr.
- 2021 : Billie Holiday, une affaire d'État (The United States vs. Billie Holiday) de Lee Daniels, productrice déléguée
- 2023 : The Deliverance de Lee Daniels, productrice déléguée

## Distinctions
Hilary Shor a été nommée et récompensée en tant que productrice pour plusieurs prix :
- 2006
  - Nommée à l'ACCA Award du meilleur film pour Les Fils de l'homme
- 2007
  - OFTA Award du meilleur film pour Les Fils de l'homme
  - Nommée au Gold Derby Award du meilleur film pour Les Fils de l'homme